# 村山英雄
村山 英雄（むらやま ひでお、1929年6月30日 - ）は日本の教育学者。専門は教育制度論。甲南女子大学名誉教授である。教育学博士。

## 略歴

### 学歴及び職歴
広島大学大学院教育学研究科教育行政学専攻博士課程単位取得満期退学（1964年3月）、教育学博士（1975年12月）。次の様な職歴を有する。
- 1955年4月　福岡県公立学校教諭。
- 1963年10月　大学設置審議会の資格審査の結果、専任助教授と判定（教育学、山陽女子短期大学）
- 1964年4月　山陽女子短期大学助教授（教育学）
- 1965年4月　鹿児島女子短期大学助教授（教育制度・教育学）
- 1968年8月　ニューヨーク州立大学オスウィーゴー校客員研究員（～1969年 3月）
- 1969年5月　山口大学教育学部助教授（教育行政学・学校管理）
- 1969年7月　国立教育研究所研究委員（アメリカ部門担当）（～1971年3月）
- 1973年4月　山口大学教育学部教授（教育行政学・学校管理）
- 1975年4月　山口大学教育学部教育学・心理学教室主任（～1980年3月）
- 1975年12月 広島大学　教育学博士　論文の題は「オスウィーゴー運動の研究」[1]。
- 1981年1月　大学設置審議会の資格審査の結果、大学院博士課程(現在の博士後期)担当教授（マル合）と判定（教育制度論、甲南女子大学）
- 1981年4月　甲南女子大学文学部・大学院教授（教育制度論）（～2003年 3月）
- 1982年4月　ニューヨーク州立大学オールバニ校客員教授（～1984年 3月）
- 1986年5月　甲南女子大学文学部人間関係学科長（～1988年4月）
- 1995年4月　甲南女子大学大学院文学研究科教育学専攻代表（～1997年3月）
- 2003年3月　甲南女子大学定年退職
- 2003年4月　甲南女子大学名誉教授（現在に至る）

### 学会及び社会における活動
- 1965年7月　日本教育行政学会理事　（～1968年6月）
- 1973年7月　日本比較教育学会幹事　（～1977年6月）
- 1973年10月 藤吉教育問題研究所理事　（～1981年3月）
- 1977年4月　日本比較教育学会理事　（～1981年3月）
- 1977年9月　日本教育行政学会理事　（～1980年8月）
- 1977年10月　中国四国教育学会理事　（～1981年9月）
- 1993年6月　日本教育政策学会理事　（～2002年10月）
- 1993年7月　学校法人甲南女子学園評議員　（～2000年 7月）
- 1996年7月　学校法人甲南女子学園理事　（～1998年7月）

## 著書
- 『日本政治の理想図』（単著）.『評』第12巻第2号.社団法人国民政治研究会.1964.2
- 『教育法規入門』（共著）葵書房.1967.4
- 『教育行政学概説』（編著）葵書房.1970.4
- G. Baron & W. Taylor (ed.) ;Educational Administration and the Social Sciences, 1969.（書評）『教育学研究』第38巻第2号.日本教育学会編.1971.6
- 『教育法規概説』（共著）第一法規.1974.4
- 『世界の教育』（共著）福村出版.1977.2
- 『教育行政要説』（編著）ぎょうせい.1977.4
- 『オスウィーゴー運動の研究』（単著）風間書房.1978.3
- 『西洋教育史』（共著）ミネルヴァ書房.1979.12.
- 『改訂・教育法規概説』（共著）第一法規.1980.10.
- 『比較教育学』（共著）有信堂.1981.3.
- 『現代に生きる教育思想－アメリカ編』(共著)ぎょうせい.1981.9.
- 『山口県師範教育の遺産』（編著）ぎょうせい.1982.3.
- 『教育学部前史』（単著）「山口大学三十年史」.山口大学.1982.12
- 『教育行政提要』（編著）ぎょうせい.1987.4.
- 『教育行政提要-新訂』（編著）ぎょうせい.1990.3.
- 「新教育学大事典（全8巻）」（分担執筆）『オスウィーゴー運動』『シェルドン』．第一法規．1990.7.
- 『比較教育学』（教職課程講座　第8巻）（共著）福村出版.1990.11
- 「ペスタロッチ・フレーベル事典（全1巻）」（分担執筆）『オスウィーゴー運動』．玉川大学出版．1996.12.
- 『子どもと学校-教育学入門』（編著）ぎょうせい.1997.4.

## 訳書・翻訳
- コナント.J.B.『アメリカの学校と大学』（共訳）理想社.1962.11.
- ウォルトン.J.『教育行政と教育政策』（共訳）明玄書房.1963.4.
- メールマン.A.H.『比較教育制度』（共訳）福村出版.1969.4.
- バロン.G.他『教育行政と社会科学』（編訳）明治図書.1971.6.
- タンズマン.J.『教育機器の効果的利用法』（編訳）学陽書房.1973.10.
- ジョーンズ.P.E.『比較教育学』（編訳）黎明書房.1975.4.

## 学術論文
- 「アメリカ教育形成期における教員養成の研究」『教育学研究紀要』第６巻、中国四国教育学会編.1960.1.
- 「マサチューセッツにおける初期教育制度の発展」『教育学研究紀要』第７巻、中国四国教育学会編.1961.1.
- 「明治初期師範教育の性格」『教育学研究紀要』第8巻、中国四国教育学会編.1962.1.
- 「学制に示された明治初期教員養成の方策」『学校経営』第８巻第４号、第一法規.1963.4.
- 「アメリカにおける教育行政理論の動向」『学校運営研究』第18号、明治図書.1963.9.
- 「アメリカにおける実物教授の性格」『教育学研究紀要』第９巻、中国四国教育学会編.1963.1.
- 「アメリカにおけるペスタロッチ教育運動」『学校経営』第９巻第６号、第一法規.1964.6.
- 「オスウィーゴー運動」『教育学研究』第31巻第２号、日本教育学会編1964.6.
- 「近代化の担当者としてのE.A.シェルドン」『教育学研究紀要』第10巻、中国四国教育学会編.1964.10.
- 「強制就学法の史的考察」『紀要』創刊号、鹿児島女子短期大学.1966.3.
- “A Historical Study on the school Attendance appearing in Compulsory Education of the South”『紀要』第３号、鹿児島女子短期大学.1968.1.
- 「高嶺秀夫とオスウィーゴー師範学校」『私学研修』第46号、私学研修福祉会.1970.2.
- 「ニュー・ヨーク州立大学の管理運営の方式」『アメリカ高等教育に関する研究報告』第46巻第１号、国立教育研究所.1971.11.
- 「アメリカ教育の伝統と発展」『学校経営』第21巻第11号、第一法規.1976.10.
- 「アメリカ教育政策史研究余論－強制就学法とニュー・イングランドの神学」『教育学論集』第１号、山口大学教育学部.1979.3.
- 「アメリカの教育－その背景と現状」『教育学論集』第3号、山口大学教育学部.1981.3.
- 「教職能力の形成に関する一考察－山口師範学校および山口大学教育学部出身教師の意識調査を中心として」（共同研究）『教育学研究紀要』第26巻、中国四国教育学会編.1981.3.
- 「西洋の教育者」『学校経営』臨時増刊・第26巻第13号、第一法規.1981.11.
- 「教職の質的向上と教育指導行政に関する総合的研究」（昭和56・57・58年度文部省科学研究費補助金総合研究（A）『研究成果報告書』）（共同研究）、日本教育行政学会指導行政特別委員会.1982.12.
- 「女子教育の研究―三女子大学に付置された女性研究施設の視察報告」（共同研究）．『人間科学年報』第10号（p.156～p.159．河口はるひ．村山英雄 )．甲南女子大学人間科学研究会.1985. 3.
- 『大学院の歩み（教育学専攻）』「甲南女子学園創立70周年記念誌（p.183～p.186）」（分担執筆）．甲南女子学園創立70周年記念誌編集委員会．1990.11.
- 「21世紀への教育」『武庫川教育』第29号、武庫川女子大学教育研究会.1992.1
- 「掟と教育－入社式にみる」『オルビス』第８集、甲南女子大学.1992.4.
- 「高等教育政策の展開－とくに大学と大学院を中心に」『日本教育政策学会年報』第1号、日本教育政策学会編.1994.6.
- 「熊谷一乗ほか編『転換期の教育政策』」（書評）．『地方自治と教育政策』日本教育政策学会年報第6号（p.216～p.219）．同学会年報編集委員会編．1999. 6.

## 米国留学中の高嶺秀夫の学業成績簿
文部省の派遣留学生として、1875～1878年（明治8～11年）、アメリカ合衆国のニューヨーク州オスウィーゴー州立師範学校（現在のニューヨーク州立大学オスウィーゴー校）に留学した高嶺秀夫の学業成績簿が、1968年から69年かけて米国留学中の村山英雄により発見され、その学業成績が明らかにされた。著書「オスウィーゴー運動の研究」
に記載されている。